# Love Molds Labor
Love Molds Labor è un cortometraggio muto del 1911 diretto da Joseph A. Golden.

## Produzione
Il film fu prodotto dalla Pathé Frères.

## Distribuzione
Distribuito dalla General Film Company, il film - un cortometraggio in una bobina - uscì nelle sale cinematografiche USA il 1º novembre 1911.